# Посольство України в Сенегалі
Посольство України в Республіці Сенегал — дипломатична місія України в Сенегалі, знаходиться в місті Дакар.

## Завдання посольства
Основне завдання Посольства України в Дакарі представляти інтереси України, сприяти розвиткові політичних, економічних, культурних, наукових та інших зв'язків, а також захищати права та інтереси громадян і юридичних осіб України, які перебувають на території Габону, Гвінеї, Гвінеї-Бісау, Конго, Кот-д'Івуару, Ліберії та Сенегалу.
Посольство сприяє розвиткові міждержавних відносин між Україною і Сенегалом на всіх рівнях, з метою забезпечення гармонійного розвитку взаємних відносин, а також співробітництва з питань, що становлять взаємний інтерес.

## Історія дипломатичних відносин
Дипломатичні відносини між Україною та Сенегалом встановлено 25 листопада 1992 року. Посольство України в Республіці Сенегал є регіональним дипломатичним представництвом України, робота якого була започаткована 1 червня 2012 року.
Українські дипломати прибули до Дакару 31 травня 2012 року. Посольство розгорнуло повноцінну діяльність у нинішньому приміщенні 1 серпня 2012 року.
Першим Послом України в Республіці Сенегал (з резиденцією в Конакрі) став Андрій Заяць, призначений Указом Президента України від 17 червня 2008 року, який вручив 29 грудня 2009 року Вірчі Грамоти.

## Консульський округ
Межі консульського округу: Габон, Гвінея, Гвінея-Бісау, Кот-д'Івуар, Ліберія, Сенегал.
Посольство оформлює візи також громадянам таких держав: Буркіна-Фасо, Гамбія, Гана, Екваторіальна Гвінея, Кабо-Верде, Малі та Сьєрра-Леоне.

## Керівники дипломатичної місії
1. Заяць Андрій Іванович (2008[1] — 2012) за сумісництвом, з резиденциєю в Конакрі.
2. Заяць Андрій Іванович (2012 — липень 2013[2])
3. Корольов Ігор Сергійович (серпень 2013 — лютий 2014) Тимчасовий повірений.
4. Овчаров Олександр Євгенович (лютий 2014[3]- грудень 2018[4])
5. Барабуля Антон Миколайович (січень 2019 — квітень 2021) — тимчасовий повірений
6. Пивоваров Юрій Анатолійович (з квітня 2021)[5]